# Ödenwald
Das Gebiet Ödenwald ist ein vom Landratsamt Freudenstadt am 12. Februar 1962 durch Verordnung ausgewiesenes Landschaftsschutzgebiet auf dem Gebiet der Gemeinde Loßburg im Landkreis Freudenstadt.

## Lage
Das Landschaftsschutzgebiet umfasst die Fläche um den Weiler Ödenwald westlich des Kernorts Loßburg. Es gehört zum Naturraum Grindenschwarzwald und Enzhöhen. Das Gebiet grenzt unmittelbar an das Landschaftsschutzgebiet Plenter- und Femelwälder an.

## Landschaftscharakter
Es handelt sich um ein waldfreies Gebiet rund um den Wohnplatz Ödenwald, das von großflächigen Waldbeständen umgeben ist. Die Landschaft wird von Weiden und Wiesen, in ortsnaher Lage auch mit Obstbäumen bestimmt. Im Westen durchfließt der Lohmühlebach das Gebiet und ist zu einem kleinen Weiher aufgestaut.